# Cemitério da Consolação

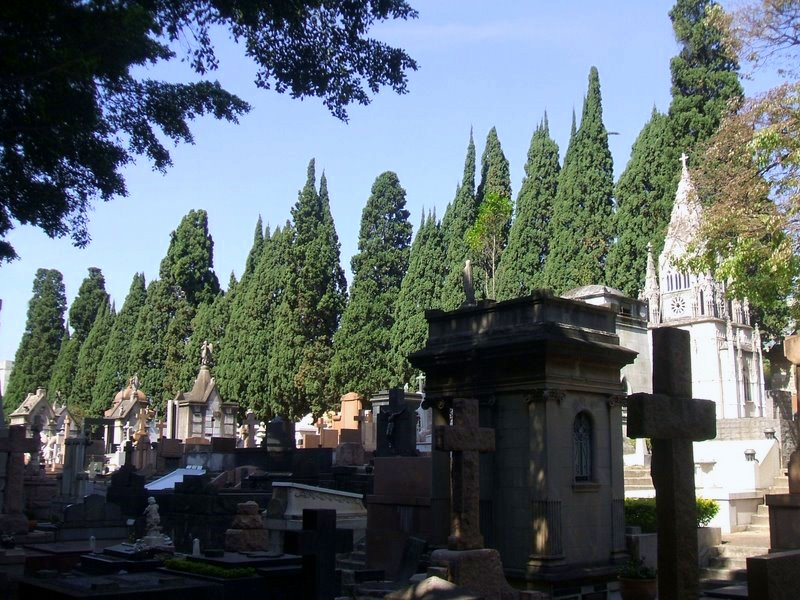
Cimetière Consolaçao

Le cimetière de Consolaçao (en portugais : Cemitério da Consolação) est un cimetière de São Paulo au Brésil. Situé le long du côté nord de la rua da Consolação dans le quartier de Consolação, il a été fondé le 15 août 1858, sous le nom de Cemitério Municipal, étant le premier cimetière public de la ville.
C'est l'épidémie de choléra qui a donné naissance au cimetière, car il devenait nécessaire d'enterrer les personnes mortes de la maladie. Le Conseil municipal de São Paulo a choisi le site car il était éloigné des zones habitées et fondamental pour la consolidation du quartier.
Le cimetière abrite les tombes de personnages notables de l'histoire de São Paulo et du Brésil :
- Tarsila do Amaral, artiste
- Mario de Andrade, écrivain
- Oswald de Andrade, écrivain
- Manuel de Campos Sales, 4e président du Brésil
- Domitila de Castro, marquise de Santos
- Monteiro Lobato, écrivain
- Washington Luis, 13e président du Brésil
- Antonio de Alcântara Machado, journaliste, homme politique et écrivain
- Luiz de Orleans e Bragança (1938-2022), chef de la maison impériale du Brésil[3].